# Contrafagot
El contrafagot es un instrumento musical aerófono de la familia de viento madera, de ánima cónica y de lengüeta doble, emparentado con el fagot y que suena en la octava inferior de este último. Sin embargo, su rango es menos extenso, apenas poco más de tres octavas. Su tubo tiene cuatro codos contra uno solo para el fagot y su columna de aire de casi 5 metros resulta el doble que la del fagot. Su lengüeta en la embocadura también es entre un 10% y un 20% más larga y ancha que la del fagot. Es el instrumento más grave de la familia del oboe, y junto con la tuba baja, el más grave de la orquesta sinfónica. Tocado por fagotistas, sin embargo constituye una especialización dentro de la sección de fagot, al igual que el corno inglés para oboístas o el clarinete bajo para clarinetistas.

## Historia

### Precursores
Los precursores del contrafagot están documentados ya en 1590 en Austria y Alemania, en una época en la que la creciente popularidad de la duplicación de la línea de bajo condujo al desarrollo de los dulcificadores de tono más bajo. Entre los ejemplos de estos dulcianes de tono bajo se encuentran el octavador, el quintfaggot y el quartfaggot. Hay pruebas de que se utilizó un contrafagott en Frankfurt en 1626. Los precursores barrocos del contrafagot se desarrollaron en Francia en la década de 1680, y posteriormente en Inglaterra en la década de 1690, independientemente de los desarrollos dulcistas en Austria y Alemania durante el siglo anterior.

### Época barroca - actualidad

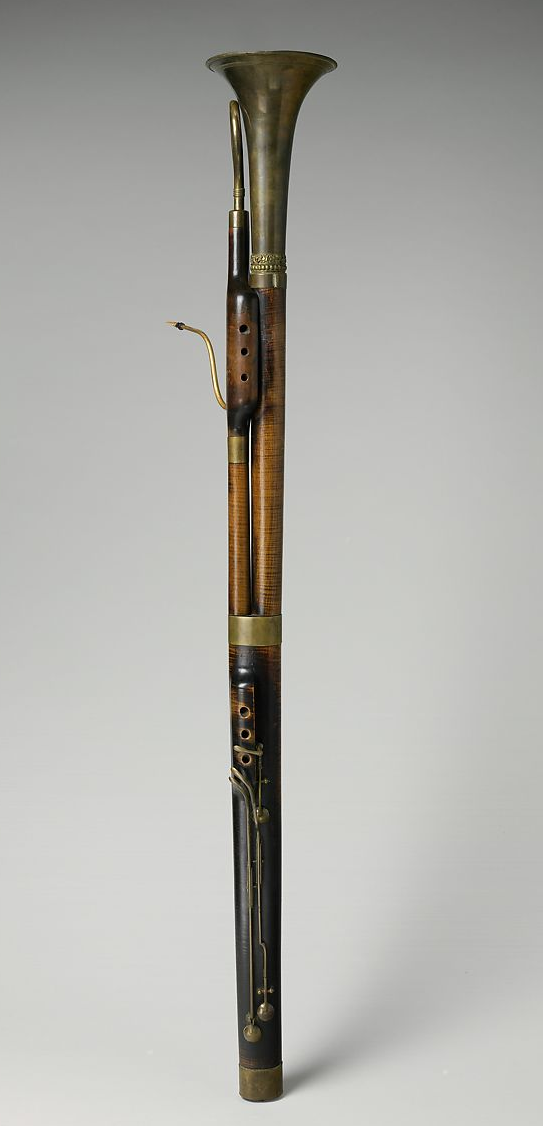
Contrabassoon fabricado en Viena en la primera mitad del.

El contrafagot se desarrolló, especialmente en Inglaterra, a mediados del siglo XVIII; el instrumento más antiguo que se conserva, que venía en cuatro partes y sólo tiene tres llaves, fue construido en 1714. Fue alrededor de esa época que el contrafagot comenzó a ganar aceptación en la música de la iglesia. Algunos de los primeros usos notables del contrafagot durante este período incluyen la Pasión de San Juan de J.S. Bach (versiones de 1749 y 1739-1749), y L'Allegro de G.F. Handel (1740) y Música para los Reales Fuegos Artificiales (1749). Hasta finales del siglo XIX, el instrumento solía tener un tono débil y una mala entonación.  Por esta razón, las partes de viento-madera del contrabajo a menudo eran anotadas para, y las partes de contrafagot a menudo se tocaban en un serpentón, contrabajo sarrusófono o, menos frecuentemente, contrabajo de caña, hasta que las mejoras de Heckel a finales del siglo XIX aseguraron el lugar del contrafagot como el contrabajo de doble caña estándar.
Durante más de un siglo, entre 1880 y 2000, el diseño de Heckel se mantuvo relativamente sin cambios. Chip Owen, de la empresa estadounidense Fox, comenzó a fabricar un instrumento en 1971 con algunas mejoras. En general, durante el siglo XX los cambios en el instrumento se limitaron a una llave de ventilación superior cerca del zócalo del bocal, una corredera de afinación y unos pocos enlaces de llaves para facilitar los pasajes técnicos. En el año 2000, Heckel anunció un sistema de llaves completamente nuevo para su instrumento y Fox introdujo su propio sistema de llaves basado en las aportaciones del contrafagot de la Filarmónica de Nueva York Arlan Fast. Las mejoras de ambas empresas permiten una mayor facilidad técnica, así como un mayor alcance en el registro alto. Benedikt Eppelsheim desarrolló el Contraforte, un "contrafagot rediseñado", en colaboración con Guntram Wolf a principios de la década de 2000.

### Orquesta

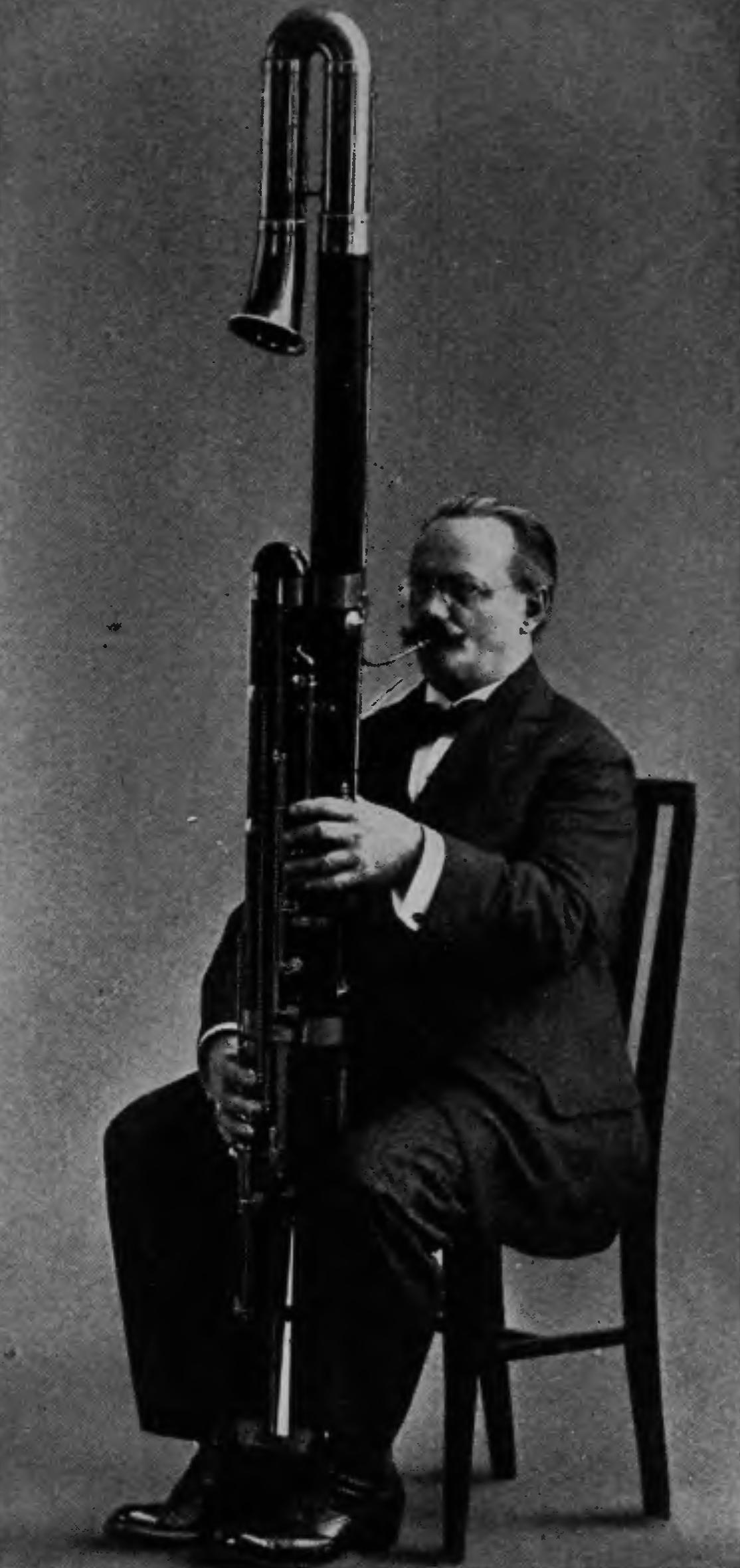
Contrafagotista de la Metropolitan Opera con un instrumento estirado (1917).

En la orquesta barroca, el contrafagot se utilizaba en raras ocasiones para reforzar la sección de bajo continuo. Hay pruebas de su uso en una interpretación monumental del Messiah de Händel  y en la Pasión según San Juan de Johann Sebastian Bach. También en la La creación de Haydn , el instrumento es bien audible en dos pasajes onomatopéyicos: el rugido del león y el pasaje "Las huellas de los animales de carga". A partir de esta época, es decir, hacia finales del siglo XVIII, el contrafagot se utilizó con más frecuencia en la orquesta y ocasionalmente también para tareas solistas. Beethoven, por ejemplo, utiliza el contrafagot de forma muy característica en el Dúo grave de su ópera Fidelio, así como en la Sinfonía n.º 5 y la n.º 9.
Cabe destacar que Rimski-Kórsakov afirmaba en su teoría de la instrumentación que el contrafagot (al igual que el flautín) era generalmente incapaz de emitir sonidos expresivos. Tal vez por esta razón, la mayoría de los compositores han utilizado el instrumento en solitario para efectos sombríos y siniestros: en la ópera Don Carlos de Verdi  acompaña al Gran Inquisidor, Richard Strauss deja su Salomé solo con un contra solo tras la maldición de Jochanaan, Maurice Ravel lo utiliza en su ciclo Ma mère l'oye en el cuento de hadas de la Bella (clarinete) y la Bestia (contrafagot). Asimismo, la melodía inicial del Concierto para piano y mano izquierda de Ravel es interpretada por el contrafagot.
Sin embargo, el uso más común del contrafagot sigue siendo el simple doblaje de los demás instrumentos graves, sobre todo los contrabajos (en cambio, los fagotes de la música orquestal doblan a menudo a los violonchelos, que se tocan una octava por encima de los contrabajos). Por regla general, el contrafagot no es percibido directamente por el oyente y sólo sirve subliminalmente para añadir sustancia y garra a la línea de bajo.
El contrafagot suele ser un instrumento único en la orquesta, mientras que los fagotes habituales suelen tener varias partes (por ejemplo, dos, tres o incluso cuatro). Más raramente, y en la mayoría de los casos sólo para composiciones orquestales muy opulentas, también se requieren contrafagotes dobles, como por ejemplo en los Gurrelieder de Schönberg.

## Descripción física

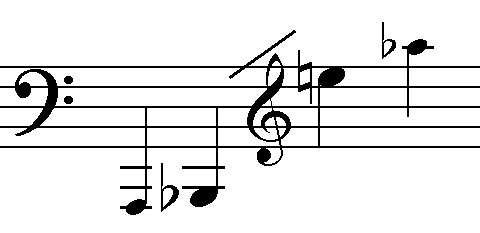
Acordes

Posee un tubo de más de 6 m de longitud, que pesa unos 10 kg y que, doblado 3 veces sobre sí mismo, aun alcanza una altura de 1,60 m. Está construido totalmente de madera, exceptuando el tudel y la campana.
Es un instrumento de la familia de viento madera, de doble lengüeta y de taladro cónico.
El tubo de este instrumento es de la categoría de los llamados instrumentos de 32 pies, al igual que el contrabajo y, como éste, suena la octava grave del sonido escrito. El sonido más grave del instrumento es el subcontra Si b, empezando su escala generalmente por el subcontra Do. Aun así, los modelos más modernos del instrumento son capaces de generar notas aún más graves, capaces de acabar en  la bemol.
Para tocarlo, es necesario apoyarse en una pica de hierro, debido a su peso.
La lengüeta o caña de contrafagot se hace con madera de caña (Arundo donax) de una manera muy similar a la del fagot. Las diferencias principales están en sus medidas, ya que las de la caña de contrafagot son sensiblemente mayores. La longitud total de la pala utilizada para hacer la caña será de unos 70 a 73 mm. 
Las proporciones de la caña serán de:
17-20 mm en la punta.
6'5-7 mm de diámetro en el tudel.
Sonido: Tiene una calidad oscura y ronca, se usa generalmente para darle una base a los instrumentos de viento-madera.

## Diferencias con el fagot
La caña es considerablemente más grande que la del fagot, con 65-75 mm (2,6-3 plg) de longitud total (y 20 mm (0,8 plg) de anchura) en comparación con 53-58 mm (2,1-2,3 plg) para la mayoría de las cañas de fagot. Las grandes láminas permiten una amplia vibración que produce el registro grave del instrumento. La lengüeta del contrafagot es similar a la de un fagot medio en cuanto a que el raspado de la lengüeta afecta tanto a la intonía como a la respuesta del instrumento.
Los contrafagotes presentan una versión ligeramente simplificada del trabajo de llaves del fagot, aunque todas las chimeneas abiertas del fagot han sido necesariamente sustituidas por llaves y pastillas debido a las distancias físicas. En el registro inferior, su dedos es casi idéntica a la del fagot. Sin embargo, el mecanismo de octava utilizado para tocar en el registro medio funciona de forma diferente que en el fagot, y las digitaciones del registro superior suelen ser completamente ajenas.
El instrumento es dos veces más largo que el fagot, se curva sobre sí mismo dos veces y, debido a su peso y a su forma, se apoya en una horquilla en lugar de en una correa de asiento. A veces se proporciona un apoyo adicional mediante una correa alrededor del cuello del intérprete. También se requiere una posición más amplia de la mano, ya que las teclas primarias están muy espaciadas. El contrafagot tiene una llave de agua para expulsar la condensación y una corredera de afinación para los ajustes brutos de la afinación. El instrumento viene en varias piezas (más el bocal); algunos modelos no se pueden desmontar sin un destornillador. A veces, la campana se puede separar, y los instrumentos con una extensión baja suelen venir en dos partes.

## Interpretación
El intérprete sentado sostiene el instrumento frente a sí, en su mayor parte verticalmente (pero a menudo inclinado ligeramente hacia delante y/u oblicuamente de la derecha a la izquierda del intérprete) entre sus piernas, ayudado por un poste metálico en el suelo que soporta el peso del instrumento.
La campana del instrumento se orienta un poco hacia delante, pero básicamente hacia abajo. El intérprete sostiene el instrumento con ambas manos. Todos los dedos de ambas manos se utilizan para manejar el extenso juego de llaves del instrumento, que se utiliza para cubrir los 21 agujeros de tono de diferentes diámetros perforados en la pared del instrumento a lo largo de sus aproximadamente 5,5 m de longitud; los dedos del intérprete no cubren directamente ninguno de los agujeros de tono. La lengüeta doble se introduce en la boca y se presiona entre los labios. Los músculos ayudan a dar forma a la abertura elíptica de la punta de la lengüeta, y es la acción de la punta en respuesta a la corriente de aire la que genera las formas de las ondas sonoras en el orificio del instrumento.
El instrumento funciona acústicamente como un tubo abierto, lo que significa que sopla en cada sobretono (a partir de la octava). Con todos los agujeros de tono cubiertos, el tono más bajo que suena en el instrumento de la foto es Si bemol0; su tono más alto posible depende del intérprete, pero C4 sería alcanzable por los profesionales. Su compás es, por tanto, de unas tres octavas, y en este rango es totalmente cromático. El registro grave del contrafagot es pleno y rico en sobretonos, mientras que su registro superior puede tener menos calidad. Es un instrumento transpositor que suena una octava por debajo del tono anotado; las partes se escriben en clave de fa. En la última parte del siglo XX, los compositores e intérpretes han experimentado con nuevas técnicas para el contrafagot, como la producción de multifónicos, cuartos de tono y microtonos, y cantar y tocar simultáneamente. Para ver un vídeo que ilustra la interfaz músico-instrumento de este instrumento, consulte el capítulo del sitio web de la Philharmonia Orchestra dedicado al contrafagot.

## Uso actual
La mayoría de las grandes orquestas utilizan un contrafagot, ya sea como intérprete principal o como fagotista que hace de doble, al igual que un gran número de bandas sinfónicas.
El contrafagot es un instrumento orquestal complementario y se encuentra con mayor frecuencia en las obras sinfónicas más grandes, a menudo doblando al trombón bajo o a la tuba en la octava.  Exponentes frecuentes de este tipo de partituras fueron Brahms y Mahler, así como Richard Strauss, y Dmitri Shostakovich. El primer compositor que escribió una parte separada para el contrafagot en una sinfonía fue Beethoven, en su Quinta Sinfonía (1808) (también se puede escuchar proporcionando la línea de bajo en la breve sección "banda de jenízaros" del cuarto movimiento de su Sinfonía n.º 9, justo antes del solo de tenor), aunque Bach, Händel (en su Música para los reales fuegos artificiales), Haydn (por ejemplo en sus dos oratorios La Creación y Las Estaciones, donde la parte para el contrafagot y el trombón bajo son casi siempre, pero no siempre, idénticos), y Mozart lo había utilizado ocasionalmente en otros géneros (por ejemplo, en la Misa de Coronación. Los compositores han utilizado a menudo el contrafagot con efectos cómicos o siniestros aprovechando su aparente "torpeza" y su traqueteo sepulcral, respectivamente.  Un claro ejemplo de ello puede escucharse en Paul DukasEl aprendiz de brujo (originalmente anotado para contrabajo sarrusofono). La Consagración de la Primavera de Igor Stravinsky es una de las pocas obras orquestales que requiere dos contrafagotes.
Como instrumento principal, el contrafagot se puede escuchar en varias obras, sobre todo en la obra de Maurice Ravel Suite de la Madre Oca, y en la apertura del Concierto para piano de la mano izquierda.
La literatura para solistas es algo escasa, aunque algunos compositores modernos como Gunther Schuller, Donald Erb, Michael Tilson Thomas, John Woolrich, Kalevi Aho y Daniel Dorff han escrito conciertos para este instrumento (véase abajo). Stephen Hough ha escrito un trío para piccolo, contrafagot y piano Was mit den Tränen geschieht. El contrafagot puede, en teoría, tocar música para fagot, que tiene mucho más repertorio solista, pero las diferencias sonoras y mecánicas con el fagot (y la facilidad comparativa del fagot en el registro agudo) hacen que el repertorio para fagot no sea siempre adecuado para el contra.
Gustav Holst dio al contrafagot múltiples solos en Los Planetas, principalmente en "Mercurio, el mensajero alado" y "Urano, el mago".

## Repertorio
El repertorio solístico no es muy extenso, solo algunos compositores como el finlandés Kalevi Aho o el estadounidense Gunther Schuller han escrito conciertos para contrafagot con acompañamiento orquestal. Esto se debe a que el contrafagot, a pesar de ser simplemente una octava más grave que el fagot, es un instrumento más rudo, difícil de transportar y un sonido, aunque lúgubre, muy oscuro; que incluso el fagot es capaz de igualar en sus notas más graves.
Aun así, Beethoven lo emplea con efecto admirable en la escena de la cárcel, en Fidelio, además de utilizarlo también en el final de las Sinfonías Quinta y Novena, pero como simple refuerzo de los bajos. En las Variaciones sobre un tema de Haydn, de Brahms, desempeña asimismo un papel importante. Asimismo, Ravel lo emplea en su Concierto para la mano izquierda, para introducir el tema al principio de la obra.
- Erwin Schulhoff, Ruiseñor bajo para contrafagot solo (1922)
- Gunther Schuller, Concierto para contrafagot y orquesta (1978)
- Donald Erb, Concierto para contrafagot y orquesta (1984)
- Willy Hess, Quinteto para contrafagot y cuerdas
- Otmar Nussio, Divertimento para contrafagot y orquesta de cuerdas
- Daniel Dorff, Concierto para contrafagot y orquesta (1990-1991)
- Victor Bruns, Concierto para contrafagot y orquesta (1992)
- Barton Cummings, Concertino para contrafagot y banda de viento (2002)
- Michael Tilson Thomas, "Urban legend", concierto para contrafagot y orquesta (2002)
- Kalevi Aho, Concierto para contrafagot (2004-2005)
- John Woolrich, "Falling down", concierto para contrafagot y orquesta (2009)